# Џон Б. Велер
Џон Б. Велер (енгл. John B. Weller; Монтгомери, 22. фебруар 1812 — Њу Орлеанс, 17. август 1875) је био пети Гувернер Калифорније. Мандат му је трајао од 8. јануара 1858. до 9. јануара 1860. Осим тога је био конгресмен из Охаја, сенатор из Калифорније и амбасадор у Мексику.